# Weronika Kornalewicz
Weronika Kornalewicz (ur. 4 lutego 1942 w Zimnej Wodzie, zm. 28 kwietnia 2008) – polska entomolog, koleopterolog.

## Życiorys
W 1965 ukończyła studia na Uniwersytecie Wrocławskim uzyskując stopień magistra, w 1974 doktoryzowała się na Akademii Rolniczej we Wrocławiu, gdzie była pracownikiem naukowym.
Prowadziła badania nad bionomią i faunistyką sprężykowatych (Coleoptera: Elateridae), jej dorobek naukowy stanowi osiemnaście publikacji, w tym dziewięć naukowych. Zgromadziła kolekcję Elateridae i Carabidae z rejonu Dolnego Śląska, którą przekazała Katedrze Zoologii Akademii Rolniczej we Wrocławiu. Weronika Kornalewicz była emerytowanym nauczycielem akademickim, starszym wykładowcą w Katedrze Zoologii i Ekologii Wydziału Biologii i Hodowli Zwierząt Uniwersytetu Przyrodniczego we Wrocławiu. Przez wiele lat była członkiem Polskiego Towarzystwa Entomologicznego oraz sekretarzem Wrocławskiego Oddziału tego towarzystwa.
Pochowana na cmentarzu parafialnym kościoła pw. Św. Wawrzyńca przy ulicy Bujwida we Wrocławiu.